# Sant Joan de l'Espluga de Viu
Sant Joan de l'Espluga de Viu, o, simplement, de Viu, era un priorat benedictí, d'origen romànica proper al poble de Viu de Llevata, de l'antic terme de de municipi propi fins al 1968, actualment pertanyent al municipi del Pont de Suert.
El seu emplaçament és encara controvertit, atès que alguns estudiosos l'han situat al mateix roc on hi hagué el castell i actualment el poble. En canvi, la més plausible el situa al nord de Viu de Llevata, a l'altra banda del barranc de Viu, a la partida de l'Espluga, o del Solà, on encara és viu el record d'antigues construccions, ara desaparegudes. De tota manera, seguint l'antic camí medieval, quan remunta els primers plans del serrat de Monevui es troben els vestigis d'una gran construcció de planta rectangular, que podria ser aquesta església.